# Feature Oriented Programming
| QS-Informatik | Dieser Artikel wurde wegen inhaltlicher Mängel auf der Qualitätssicherungsseite der Redaktion Informatik eingetragen. Dies geschieht, um die Qualität der Artikel aus dem Themengebiet Informatik auf ein akzeptables Niveau zu bringen. Hilf mit, die inhaltlichen Mängel dieses Artikels zu beseitigen, und beteilige dich an der Diskussion! (+) |

Feature-orientierte Programmierung (FOP, engl. feature-oriented programming) ist ein Programmierparadigma zur Entwicklung von Software-Produktlinien.
Grundlage der Feature-orientieren Programmierung sind Softwaremerkmale (Features), die bei Design und Implementierung als Elemente erster Ebene berücksichtigt werden. Features stellen Erweiterungen von Programmfunktionalität dar. Dabei unterscheiden sich Features von Cross-Cutting Concerns dahingehend, dass sie Anforderungen von Programmnutzern direkt widerspiegeln.

## Vereinfachung der Erstellung Produktreihen
Der Nutzen von FOP ist die Vereinfachung der Erstellung von Produktreihen. Wird immer dasselbe Produkt (z. B. ein CRM) mit jedes Mal abweichenden Anforderungen benötigt, erlaubt FOP das Programmieren der kompletten Produktreihe in einem einheitlichen Quellcode. Ein kundenspezifisches Produkt kann dann anhand einer Parameterisierung der Produktreihe durch Auswählen von Features aus dem FOP-Code generiert werden.

## Umsetzungsformen
Heutige Ansätze arbeiten meist mit Template-Systemen, die komplexe Software wie CRM- und ERP-Systeme zusammensetzen können. Feature Oriented Programming unterscheidet sich von normalen Modul-Systemen dadurch, dass die Ansteuerung der Features feingranularer möglich ist, sowie Features auch Modul-übergreifend sein können.
Zur Repräsentation der Features einer Software gibt es sowohl grafische Systeme, die über Checkboxen arbeiten und eine Software mittels einer GUI zusammenstellen lassen, als auch Systeme, die auf der Basis von Beschreibungslogiken arbeiten.